# Nesoenas rodericanus
Espèce
Statut de conservation UICN

 EX  : Éteint
Nesoenas rodericanus est une espèce d'oiseaux de la famille des columbidés aujourd'hui disparue et autrefois endémique de l'île Rodrigues, dans l'océan Indien.
Son existence est attestée par la découverte d'os venant confirmer les descriptions faites par François Leguat en 1708 et Julien Tafforet en 1726. L'espèce s'est probablement éteinte avant le milieu du XVIIIe siècle, le plus certainement à cause de la prédation exercée par les rats introduits dans l'écosystème insulaire.

## Taxonomie
Le nom valide complet (avec auteur) de ce taxon est Nesoenas rodericanus (Milne-Edwards, 1873).
L'espèce a été initialement classée dans le genre Columba sous le protonyme Columba rodericana Milne-Edwards, 1873.
Ce taxon porte en français le nom vernaculaire ou normalisé suivant : Founingo de Rodrigues.
Nesoenas rodericanus a pour synonymes :
- Alectroenas rodericana (protonyme) (Milne-Edwards, 1873)
- Columba rodericana Milne-Edwards, 1873
- Homopelia rodericana (Milne-Edwards, 1874)

## Répartition
Ce taxon éteint se rencontre dans le pays suivant : Maurice.